# حوزه انتخابیه سوم واشینگتن
حوزه انتخابیه سوم واشینگتن یک حوزه انتخابیه مجلس نمایندگان آمریکا است که در ایالت واشینگتن قرار دارد.